# Martín Almagro Basch

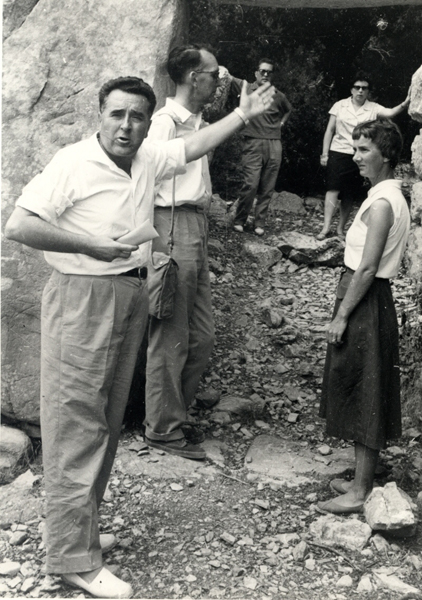
Martín Almagro entre el 1950-1960.

Martín Almagro Basch (Tramacastilla, província de Terol, 17 d'abril de 1911 - Madrid, 28 d'agost de 1984) fou un arqueòleg i prehistoriador i catedràtic espanyol. Els seus treballs més representatius es mouen al voltant de l'àmbit mediterrani, sobretot, dedicant-se a l'art llevantí (pintures rupestres), a les excavacions d'Empúries i excavacions en sepulcres megalítics, també va ser director de la missió arqueològica espanyola a Núbia, enviada per la UNESCO.

## Biografia

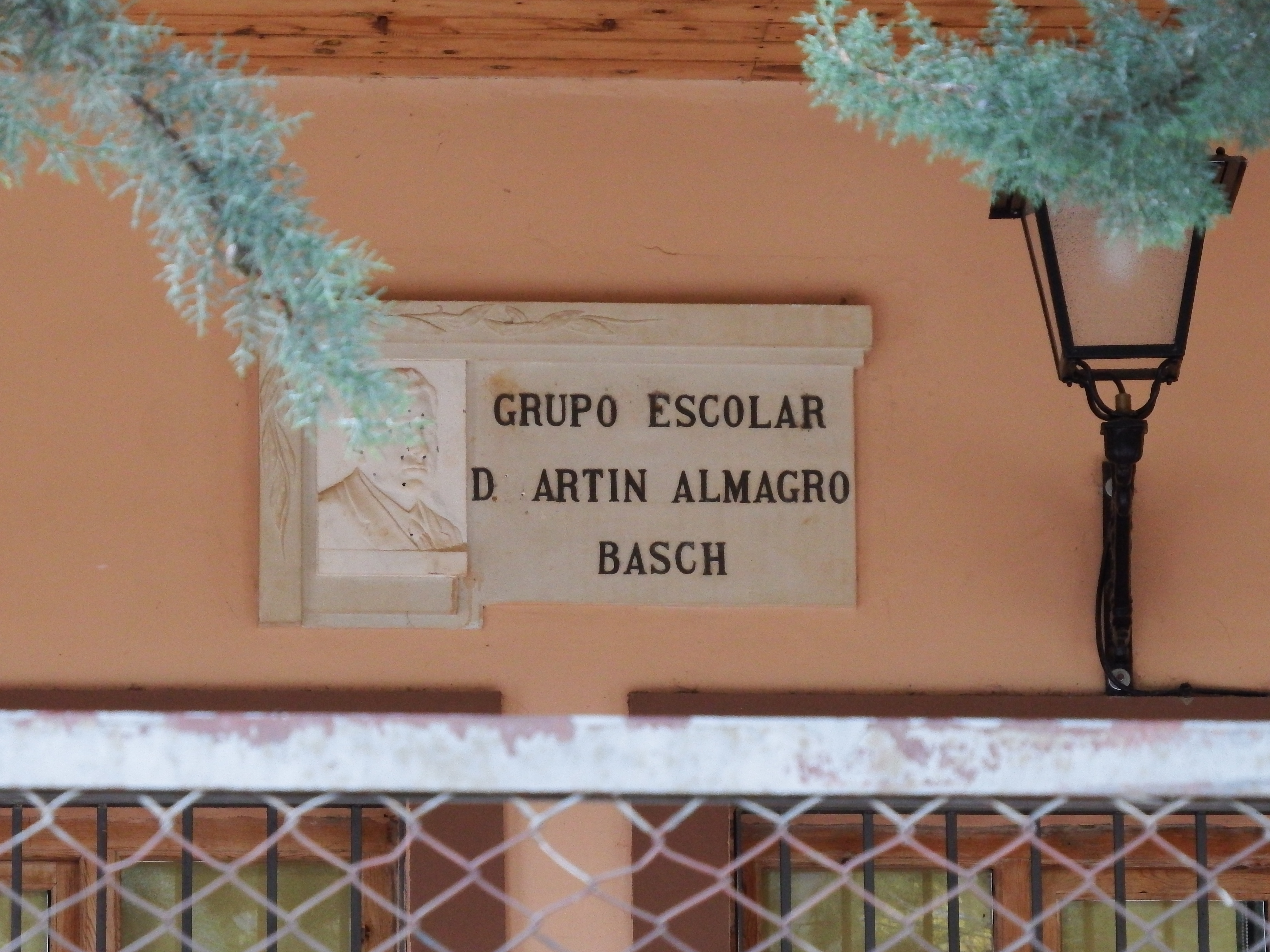
Seu del CRA Sierra de Albarracín, Grup escolar Martín Almagro Basch a Tramacastilla.

Es va doctorar a la universitat de Madrid, ampliant els seus estudis com pupil d'Hugo Obermaier, i va viatjar a Alemanya per completar la seva formació la dècada de 1930. Va ser especialista en prehistòria encara que els seus temes d'investigació abastaven temes tan diversos com l'art rupestre o l'arqueologia clàssica. Protegit del ministre de cultura, Manuel Ibáñez Martín, accedí a una plaça de professor d'història a la Universitat de Barcelona (1940) convertida en càtedra (1943). En aquesta època de postguerra fou director del Museu Arqueològic de Barcelona (el Museu d'Arqueologia de Catalunya durant l'etapa republicana). Des d'aquesta posició privilegiada controlà i dirigí l'arqueologia desenvolupada a Catalunya, especialment en el jaciment d'Empúries, en què prossegueix les excavacions després de la mort d'Emili Gandia, anterior director de les excavacions. En aquesta etapa potencia les activitats científiques i divulgadores més enllà del que s'havia fet en èpoques anteriors: Endega la publicació d'«Ampurias. Revista de Arqueología Prehistoria y Etnografía» (1939), revista irregularment anual on es publiquen els resultats de les excavacions d'Empúries i altres troballes arqueològiques, inicià la realització dels Cursos Internacionals d'Arqueologia d'Empúries (iniciats el 1947) de caràcter estival i la publicació d'«Ampurias. Historia de la ciudad. Guía de las Excavaciones» (1943, reeditada el 1951). Entre 1940 i 1943 s'usà el Batalló Disciplinari «Figueras 71» (format per soldats republicans) per a desenterrar la muralla de la ciutat romana, que, malgrat les implicacions morals els treball forçat, suposaren un impuls de la part romana d'Empúries.
El 1968 fou nomenat director del Museu Arqueològic Nacional d'Espanya càrrec que ocupà entre 1968 i 1981 on finalitzà la seva etapa professional. Durant el seu mandat al museu va fer una nova reinstal·lació completa de les col·leccions. La renovació de les estructures del museu es va fer sota el projecte dels arquitectes Luis Moya Blanco i Antonio Almagro Gorbea que van afegir tres noves plantes a l'edifici. L'ampliació va comptar també amb sala d'actes, biblioteca així com magatzems. Alhora col·laborava amb el CSIC.

## Obres
- Introducción a la arqueología (1941)
- Ampurias: Historia de la ciudad y guía de sus excavaciones (1951)
- Las necrópolis de Ampurias (1955)
- El Señorío Soberano de Albarracín bajo los Azagra (1959)
- Introducción al estudio de la prehistoria y de la arqueología de campo (1960)
- Manual de Historia Universal. Prehistoria (1960)
- Historia de Albarracín y su sierra (1959-1964)
- Las estelas decoradas del sureste peninsular (1966)
- El arte prehistórico en el Sáhara español (1968)

## Honors
- Medalla d'Or al Mèrit a les Belles Arts
- Comanda de l'Orde d'Alfons X el Savi
- Gran Creu del Mèrit Civil
- Medalla Cultural d'Or de la República d'Itàlia
- Palma de l'Acadèmia francesa